# Marcos Alberto Angeleri
Marcos Alberto Angeleri (nascut el 7 d'abril de 1983) és un futbolista professional argentí que juga pel San Lorenzo de Almagro com a defensa.

## Málaga CF
El 24 de juliol de 2013, el Màlaga CF va anunciar el contracte amb el jugador per tres anys, pagant un preu de traspàs de 230.000 euros

## Palmarès
Estudiantes
- Primera Divisió argentina de futbol (1): Apertura 2006
- Copa Libertadores (1): 2009